# Сторожевое-Первое
Сторожевое-Первое — хутор в Прохоровском районе Белгородской области. Входит в состав городского поселения «Посёлок Прохоровка».

## История
До 10 июля 2001 года хутор Сторожевое значился в административно-территориальном делении области как отдельная единица. Затем был произведен раздел на населенные пункты : хутор Сторожевое-Первое и Сторожевое-Второе Прохоровского поселкового округа.
Название хутора произошло от людей, населявших хутор, которые несли сторожевую службу, оберегая от набегов крымских татар и нагайцев на южных рубежах Московского государства. Свободная территория  к югу-востоку от Курска имела название “Дикое поле” и служила неким барьером. 
В XVI  веке начинается освоение этих земель и в 1568 году возводится система укреплений - “Засечная черта”, протянувшаяся  от Белгорода на Старый Оскол, далее на Ливны и Воронеж. С тех пор название сохранилось за данным хутором. Доказательством этому факту, является и упоминание в статье краеведа А.Г. Бобова:  «Располагался хутор при Сторожевой яруге, впадающей в Сажный Донец и названной так еще в XVI веке». 
После реформы 1861 года на откупных землях первыми поселились выходцы из села Малояблоново. После строительства железной дороги 1868-1869 годах при Сторожевом образовался небольшой хуторок Шевыри, население увеличивалось и на момент 1902 года в хуторе насчитывалось 6 дворов. 
В период 1921-1924 годов (НЭП) в хуторе имелись такие предприятия как: крахмальный завод, крупорушка, ветряная мельница. 
К началу Великой Отечественной войны на хуторе насчитывалось 46 хат, население составляло 258 человек. 
Во время войны линия огня проходила через территорию хутора, в 1941 году он был оккупирован немцами. Ближайшие села Правороть и Грушки занимали русские войска.   
Из воспоминаний очевидцев: в конюшне была расположена братская могила, сооруженная военнопленными, для захоронения советских солдат, за первые два года в ней похоронено свыше 400 человек.    
В 1943 году хутор был в эпицентре Прохоровского танкового сражения. После освобождения населенного пункта, жители собирали тела и останки советских войнов и проводили захоронения в братскую могилу, на которой впоследствии установили мемориальный памятник.    
В 1967 году в хутор провели электричество. По данным переписи в 1979 году население составляло 205 человек. В конце 1990-х годов В Сторожевом появился водопровод и был проведен газ.     

## География
Находится в северной части Белгородской области, в лесостепной зоне, в пределах юго-западного склона Среднерусской возвышенности, к востоку от автодороги М2, на расстоянии примерно 4 километров (по прямой) к юго-западу от Прохоровки, административного центра района. Абсолютная высота — 225 метров над уровнем моря.

### Климат
Климат характеризуется как умеренно континентальный, с относительно мягкой зимой и тёплым продолжительным летом. Среднегодовая температура воздуха — 5,4 °C. Средняя температура воздуха самого холодного месяца (января) — −9,2 °C; самого тёплого месяца (июля) — 16,4 — 24,3 °C. Безморозный период длится в среднем 155—160 дней. Годовое количество атмосферных осадков — 527—595 мм, из которых большая часть выпадает в тёплый период.

### Часовой пояс
Хутор Сторожевое-Первое как и вся Белгородская область, находится в часовой зоне МСК (московское время). Смещение применяемого времени относительно UTC составляет +3:00.

## Население
| 2002 | 2010 |
| ---- | ---- |
| 54   | ↘45  |

### Половой состав
По данным Всероссийской переписи населения 2010 года в гендерной структуре населения мужчины составляли 37,8 %, женщины — соответственно 62,2 %.

### Национальный состав
Согласно результатам переписи 2002 года, в национальной структуре населения русские составляли 96 %.